# Туристичка организација Београда
| Туристичка организација Београда |                               |
|                                  |                               |
| Оснивач:                         | Град Београд                  |
| Основана:                        | 1995.                         |
| Седиште:                         | Француска 24 · Београд Србија |
| Директор:                        | Миодраг Поповић               |
| Веб презентација                 | Званични веб-сајт             |

Туристичка организација Београда је јавна служба Скупштине града Београда, а основана је са циљем да представи, развије и промовише туристичке вредности Београда.

## Опште информације
ТОБ је од 1995. године правни наследник Туристичког савеза Београда, који је основан 1953. године. Поред промовисања културе, мисија ове организације је очување и развој туристичких, културих и пословних вредности и потенцијала Београда. Седиште организације налази се у Француској 24, у општини Стари град.
Организација се бави анализом туристичког тржишта, припремањем плана туризма у Београду, промоцијом, израдом промотивног туристичког материјала, организовањем мреже информативних центара у Београду, организовањем дистрибутивне мреже промотивног материјала, координацијом ученика туристичке понуде Београда, промовисањем Београда на туристичким сајмовима, сарадњом са другим градовима у Србији и свету и организовањем конгреса. Такође се припремају штампана и електронска издања, која су бесплатна у Туристичким информативним центрима и другим туристичким пунктовима у Београду, односно у хотелима, културним институцијама и на аеродрому.
Заједно са општином Стари Град и Привредном комором Београда, Туристичка организација Беогрда организује Улицу отвореном срца у улицама Светогорској и Македонској, као и тромесечну манифестацију Лето у Београду, која се одржана у Скадарлији, у улицама Кнез Михаиловој и Вука Караџића.